# Finta (deporte)
La finta es un acto simulado y engañoso, practicado en varios deportes, mediante el cual un jugador sugiere una determinada intención al oponente, con el fin de provocar en él una reacción predecible y equivocada, que se puede aprovechar.
Si el oponente es engañado por la finta, le da a la finta la oportunidad de tomarlo por sorpresa. Las fintas más comunes consisten en insinuar al oponente que va en una dirección, para convencerlo de que se dirija en esa dirección, y luego, de repente, girar en una dirección diferente, esquivando al oponente. Otro tipo de finta es aquella que le da al oponente la comprensión de que se va a realizar un determinado tipo de ataque o ataque, con el fin de provocar en el oponente la necesidad de asumir una determinada pose defensiva correspondiente y tan pronto como lo haga, lanzar un ataque contra el objetivo que no está preparado para defenderse.
Las fintas sólo son efectivas si logran engañar al oponente y, para ello, deben ser convincentes e inesperadas. Si no es posible coger al oponente por sorpresa, la finta fracasa.

## Etimología
El sustantivo finta llega a través del latín ficta, participio pasado femenino del verbo «finge», que significa «fingir, representar, inventar».

## Mecánica de las fintas
Las fintas son una de las posibilidades tácticas en el deporte. Dadas las limitaciones naturales de la capacidad de procesamiento de información de los seres humanos, las fintas se aprovechan de estas limitaciones, dando al oponente la impresión de que va a hacer una cosa, cuando, en realidad, va a hacer otra. Este tipo de maniobra táctica se perfecciona mediante el entrenamiento y la práctica.
A pesar de esto, el tiempo de reacción de discriminación de aquellos que son el objetivo de una finta también se puede mejorar mediante el entrenamiento situacional.

### Aspecto neurofisiológico
Según Schmidt y Wrisberg, en su trabajo Aprendizaje y rendimiento motor, el análisis neurofisiológico que impregna a los deportistas, durante la ejecución de una finta, se basa en una sobrecarga de los poderes de reacción y de decisión humanos, que reciben la petición de dos estímulos diferentes y cuestiones contradictorias, en un espacio de tiempo muy corto, que requieren una respuesta rápida.
En circunstancias en las que dos estímulos se presentan de forma inesperada y muy próximos entre sí, en el mismo espacio de tiempo, el cerebro del defensor capta el primer estímulo e inmediatamente comienza a seleccionarlo y generar una respuesta al mismo. Sin embargo, casi inmediatamente, cuando se presenta el segundo estímulo, el cerebro ya está procesando el primer estímulo, lo que resulta en una interferencia con el segundo par de estímulo y respuesta. Este retraso en el tiempo de reacción es mayor cuando el estímulo y la respuesta son muy cortos (alrededor de 50 a 60 milisegundos), sin embargo, si el estímulo dura menos de 40 milisegundos, el cerebro ya puede responder a ambos estímulos simultáneamente, como si fueran uno solo.
El tiempo de reacción para tomar la decisión es mayor porque la latencia del procesamiento mental es, a su vez, mayor, aplicándose en este caso la llamada Ley de Hick. De acuerdo con la ley de Hick, el tiempo de reacción aumenta logarítmicamente a medida que aumenta la cantidad de estímulo y respuesta. Así, por ejemplo, si hay dos o tres estímulos de ataque casi simultáneos, el tiempo de reacción del defensor se retrasa, a expensas de la abrumadora cantidad de opciones de elección a las que se enfrenta este atleta y a las que tiene que dar una respuesta correspondiente (incluso si esa respuesta es la inacción). El tiempo de reacción de elección no sólo se da en las fintas de fútbol, se da durante las más diversas jugadas en deportes de equipo, deportes de combate, deportes de carretera, entre otras modalidades.
A la espera del tiempo de reacción utilizado para discriminar y discernir qué acción adoptar, el deportista es bombardeado con la petición de diversos estímulos, que requieren una respuesta motora correspondiente.

## Deportes

### Deportes de artes marciales

#### Esgrima

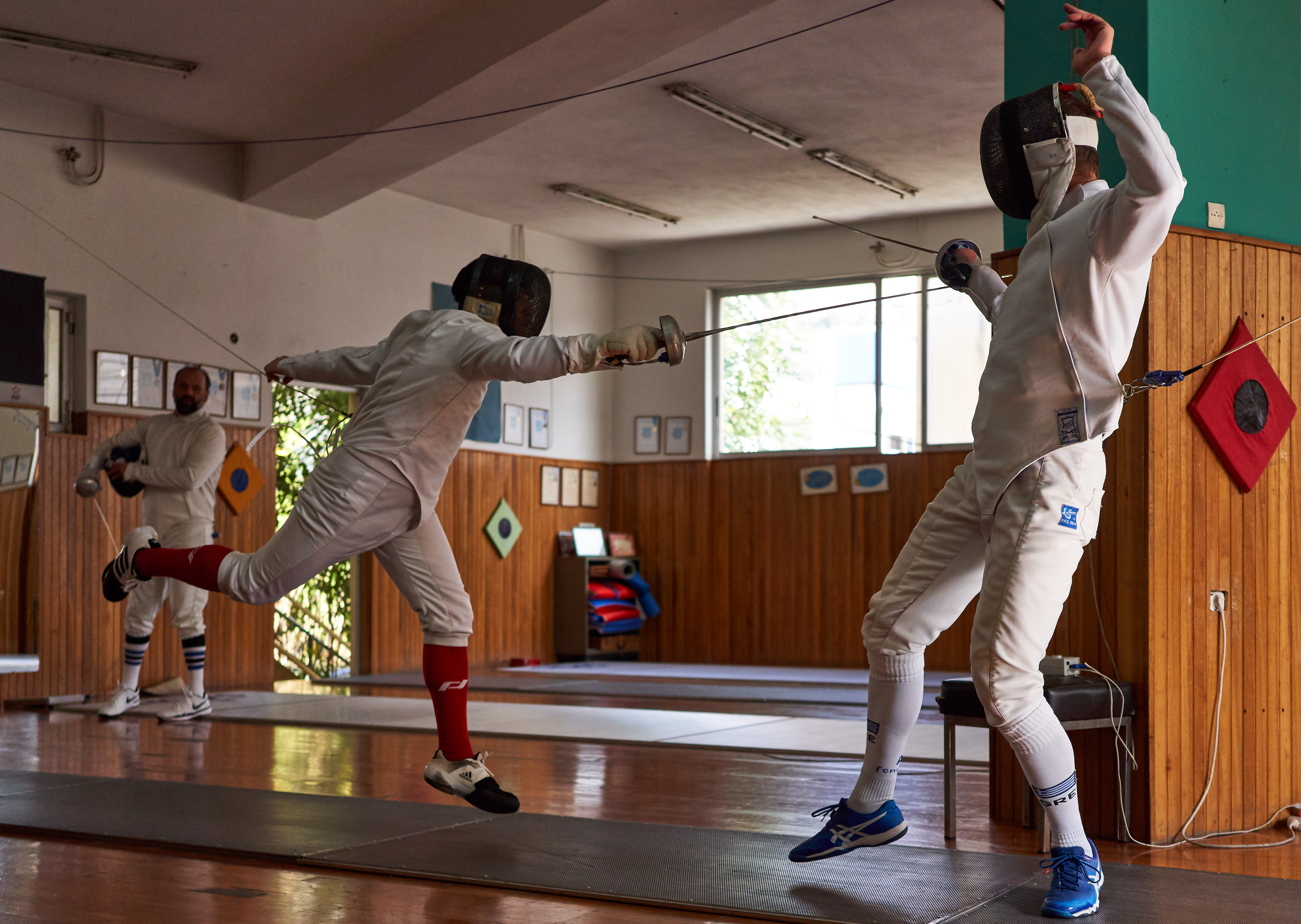
El esgrimista empuja su espada a su oponente, un ejemplo de «flecha».

En un análisis más simplista y superficial de la esgrima, una finta es un golpe simulado que obliga al oponente a parar con el arma por un lado, mientras ataca por el otro, que queda desprotegido.
Sin embargo, este análisis no es riguroso. Esto se debe a que en esgrima no sólo existen fintas ofensivas, como la descrita anteriormente, sino que también las hay defensivas y meramente tácticas. Las fintas, en esgrima, son un recurso técnico de gran importancia y versatilidad y no todas ellas necesariamente tienen como objetivo engañar al oponente para que deje su flanco desprotegido y a merced de una estocada repentina. Hay fintas que tienen como objetivo desequilibrar al oponente; ganar espacio sobre el oponente; desmoralizar o distraer al oponente, etc.
Por tanto, la definición más completa de «finta» engloba todo movimiento técnico que se interrumpe repentinamente e inmediatamente se practica otro movimiento diferente al inicial, con el fin de engañar al oponente. Es decir, consiste en empezar a realizar un determinado movimiento o dar a entender que se va a realizar un determinado movimiento (atacar, parar, desplazarse, etc.), entender cuál es la reacción del oponente y, en base a ello, cambiar repentina e impredeciblemente por un movimiento diferente, con el fin de tomar al oponente por sorpresa.
Para que las fintas sean efectivas es necesario tener presente la máxima de que «cada acción despierta una reacción igual y equivalente». Consciente de esta comprensión, el esgrimista debe intentar manipular las reacciones del adversario, del modo que le resulte más ventajoso, simulando a veces ataques, contraataques, paradas y retiradas simuladas.
Es fundamental, por tanto, que las fintas sean creíbles y convincentes, el esgrimista debe tener un buen dominio de su lenguaje corporal, para poder simular o representar movimientos que el oponente sea capaz de interpretar en el sentido deseado.
Algunos movimientos de esgrima que implican el uso de fintas son:
1. Ataque compuesto: que se traduce en un ataque que incluye una o más fintas ofensivas.[18][21]
2. Flecha: que es un ataque corto y rápido al oponente para sorprenderlo. Consiste en un salto explosivo contra el oponente, seguido de una embestida del cuerpo hacia adelante, en la que el brazo, estirado hacia adelante, sigue el movimiento del cuerpo. Esta finta sólo es eficaz si pilla al oponente por sorpresa. Suele preceder a un ataque repentino y se considera un tipo de desplazamiento.[22]
3. Finta en el tiempo o «contraataque compuesto»: el esgrimista finge que va a lanzar una respuesta, es decir, que va a contraatacar al oponente, obligándolo a reaccionar y prepararse para parar el golpe. Tan pronto como el oponente se posiciona para parar la respuesta en un lado del cuerpo, el esgrimista lanza una respuesta desde el lado opuesto, que quedó desprotegido.[21] Este tipo de finta es típico de la tradición de esgrima italiana y se conoce internacionalmente con la frase italiana «finta in tempo».[23]

#### Boxeo

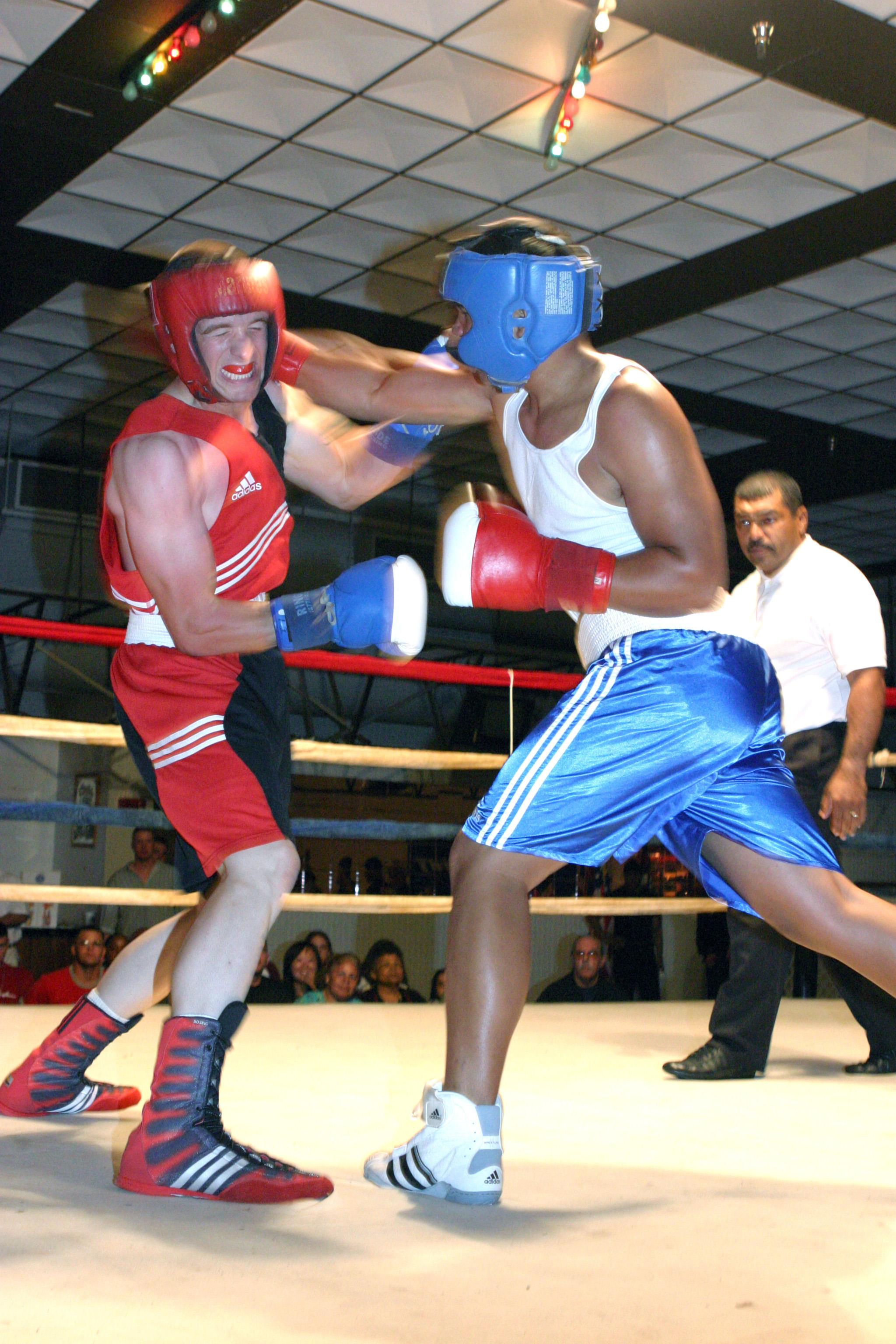

Una finta en el boxeo generalmente se considera un golpe o movimiento engañoso, que se practica durante los ataques de combate. A grandes rasgos, se considera finta cualquier cosa que el boxeador haga con la intención de engañar al oponente durante el asalto.
Las prerrogativas en el boxeo son simples: el atacante pretende golpear al oponente con las manos y el defensor pretende defenderse de estos golpes, a veces bloqueando, a veces contraatacando, utilizando las manos y los brazos. La finta equivale a una subversión de esta lógica. El atacante pretende atacar, pero no ataca. El defensor se prepara para defenderse y bloquear el golpe, reflexivamente, y cuando se da cuenta de que el ataque fue fingido, baja la guardia. En cuanto baja la guardia, el atacante le asesta un segundo golpe, esta vez real.
Ejemplos de fintas: 
- Cuando se simula un puñetazo, pero en realidad no se golpea al oponente;
- Cuando se finge que se pretende golpear el cuerpo, cuando, en realidad, se pretende golpear la cabeza del oponente;
- Cuando tienes la intención de moverse en una dirección, pero luego, de repente, te mueves en la dirección opuesta. Es en este contexto que se inserta el llamado «juego de pies», que en sus formas más elaboradas suele denominarse «ginga»;

##### Efecto psicológico
La finta puede utilizarse para inculcar en el oponente un efecto desmoralizador o aterrador, ya que hace que la pelea sea impredecible para el oponente, que ya no es capaz de distinguir los golpes reales de los golpes simulados y, por lo tanto, ya no tiene la voluntad necesaria para hacerlo. poder, a su vez, atacar y progresar en el ring.
Un boxeador que asume una posición más reservada, estática y defensiva durante demasiado tiempo, porque cree que puede ser golpeado por traición en cualquier momento, es más fácil de ser dominado en combate por su oponente, que un oponente que adopta una postura más dinámica y activa.

##### Categorías de finta
En el boxeo existen dos categorías de fintas:
- La «finta programada»: Este movimiento consiste en simular un primer ataque (un puñetazo) para disimular un segundo golpe, que debe dar en el blanco. Se trata, por tanto, de un par de golpes inseparables, que se ejecutan rápidamente: un primero (el falso) que pretende despistar al adversario; y un segundo (el real) que te golpea por sorpresa, en el lado que queda desprotegido. Algunas escuelas de boxeo enseñan diferentes tipos de fintas estándar (la más famosa de las cuales es quizás la pareja «no-dos»);[25]

- La «finta adaptativa»: en esta segunda maniobra, después de simular el primer golpe, la finta sondea la postura del oponente para encontrar un punto que ha quedado descubierto. En estos casos, a diferencia de lo que ocurre en una finta programada, la finta no sabe de antemano hacia dónde se va a dirigir el segundo puñetazo. Por tanto, debe «adaptarse» (de ahí el nombre) a las circunstancias específicas del combate, para descubrir el flanco desprotegido en la postura defensiva del oponente;[28]

Hay boxeadores que se centran más en las fintas adaptativas, más polivalentes y menos convencionales, desarrollando su estilo de combate en torno a este tipo de acciones más dinámicas y repentinas. A este estilo de pugilismo y a los boxeadores se les suele denominar «oportunistas», precisamente porque su forma de pelear se enfoca en buscar las mejores oportunidades para asestar golpes.
Existen diferentes formas de fintas: fintas corporales, juego de pies, fintas de golpe, etc.
Ejemplo de finta en el boxeo:
1. ⇒ 2.
1. Muestra un ataque falso (simulacro), dirigido a la cara del oponente, para hacerlo reaccionar, retirarse
2. … y después lanzar un codazo, desde el mismo brazo, al oponente, en cuanto éste lo esquiva.

#### Kendo

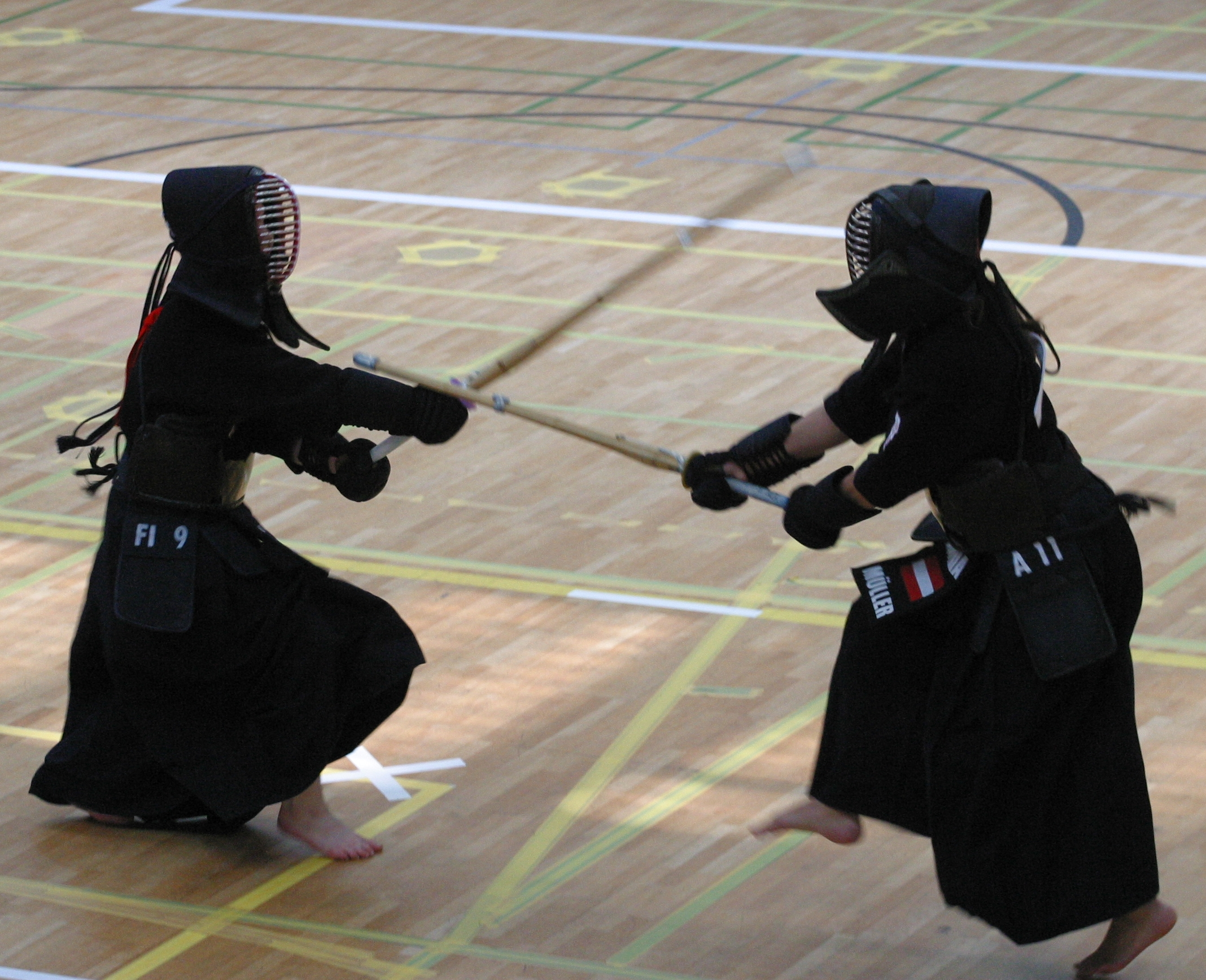

Si bien los objetivos del kendo no son, tradicionalmente, simular ataques, es posible realizar fintas en combate.
Cuando se lanza un seme, que parece un ataque a la parte superior del cuerpo (un tsuki o un men), es posible, si el oponente ha descuidado la defensa de la parte inferior del cuerpo, convertir el seme en un kote o do, llegando a las partes desprotegidas. Esto se aplica a la inversa, si al redactar un seme el kendoista da a entender que el golpe implicará un kote o un do y el defensor descuida la defensa de la parte superior del cuerpo, el atacante puede lanzar un tsuki o men a la parte desprotegida.
Es esencial que las fintas sean rápidas y convincentes, sin embargo, si son demasiado rápidas y no dan al oponente la oportunidad de reaccionar, naturalmente fallarán, porque no hay ninguna apertura en la postura defensiva del oponente que pueda ser explotada.

#### Budō
En Budō (karate, aikidō, etc.) las técnicas de disimulación se denominan Kensei-Waza.

### Deportes de pelota

#### Fútbol
En el fútbol, las fintas tienen como objetivo desestabilizar al adversario, obligándole a cometer errores técnicos que le hagan fracasar en sus intentos de hacerse con la posesión del balón. Como en otros deportes, las fintas en el fútbol se basan en la mecánica clásica de hacer entender al oponente que se pretende realizar un determinado acto, ya sea dirigirse en una dirección, disparar, realizar un pase, etc. , para obligarte a reaccionar de cierta manera y luego, de repente, hacer algo inesperado y diferente a lo que esperabas.
Ejemplos de fintas, cuyo objetivo es engañar al oponente sobre la dirección que pretende tomar, incluyen:
1. la bicicleta, muy utilizada por jugadores como Ronaldinho y Cristiano Ronaldo;
2. la elástica, usada por Ronaldo, Ronaldinho y Cristiano Ronaldo;
3. la ruleta marsellesa de Zidane y Diego Maradona;
4. el arcoiris utilizado por Neymar; entre otras fintas.

Las circunstancias más propensas a las fintas suelen ser las ofensivas, especialmente cuando el jugador está perfectamente posicionado para poder disparar, pero opta por fingir un tiro, delante del defensor, que avanza hacia él, para hacerlo retroceder del terreno.  De esta manera, el jugador puede esquivar al defensor y rematar desde más cerca. Este tipo de finta también puede utilizarse sobre el guardameta, en una situación de cara a cara: un ejemplo paradigmático de ello fue el Gol del Siglo marcado por Diego Maradona, en el que, después de haber recorrido ya la mitad del campo, sorteando a varios adversarios, se enfrentó al guardameta Peter Shilton, tras haberlo regateado incluso antes de rematar.

#### Rugby
En el rugby, las fintas se utilizan de forma muy parecida, aunque se limitan a un solo jugador, que está al frente de la formación, y que hace creer a los jugadores contrarios que va a pasar o patear el balón, cuando, de hecho, tiene intención de conservarlo en su poder.
Este tipo de finta tiene el efecto de llevar a los defensores a rodear al supuesto receptor del pase falso, aliviando la finta, quien tiene un camino libre para avanzar en el campo. Tommy Haslam fue uno de los jugadores de rugby más famosos asociados con este tipo de maniobra. Haslam jugó para los Batley Bulldogs y fue miembro del equipo de los Leones de las Islas Británicas de 1888.

#### Vóleibol
En el voleibol, las fintas consisten en tocar la pelota, pasarla, con el fin de engañar al oponente, para que crea que efectivamente se iba a realizar un ataque. También se puede dar al defensa central la impresión de que se va a realizar un ataque al pie de la red, cuando en realidad el objetivo es enviar el balón hasta la línea de 3 metros.
Al realizar una finta, el jugador está esbozando la ejecución de un movimiento, al que el oponente responderá reaccionando. Después de haber reaccionado ya, el jugador corrige su movimiento, con un cambio de trayectoria, lo que obliga al oponente a dedicar más tiempo, tanto dándose cuenta de su error como corrigiendo el movimiento reactivo inicial. En consecuencia, el oponente, ahora en guardia, tendrá que pasar este período de corrección ajustando su centro de masa para poder ejercer fuerza en la dirección en la que realmente va la pelota.
Básicamente, la finta funciona como una gestión de los tiempos de acción y reacción disponibles. El jugador que finta debe poder decidir si puede fingir al oponente, de modo que no tenga tiempo suficiente para corregir su posición e interceptar el balón.